# Sphenomeris viridis
Sphenomeris viridis là một loài dương xỉ trong họ Lindsaeaceae. Loài này được Brownlie mô tả khoa học đầu tiên năm 1959.
Danh pháp khoa học của loài này chưa được làm sáng tỏ. 